# Гай Уммідій Дурмій Квадрат
Гай Уммідій Дурмій Квадрат (*Gaius Ummidius Durmius Quadratus, бл. 12 до н. е. — 59/60) — державний діяч часів ранньої Римської імперії.

## Життєпис
Був homo novus. Син Гая Уммідія Квадрата і Дурмії (доньки Марка Дурмія, монетарія). Народився у м. Касін (Лаціум). Замолоду перебрався до Риму. Розпочав кар'єру на посаді децемвіра з цивільних справ (decemviri litibus judicandis). Став першим сенатором в роду, коли у 14 році обирається квестором. На цій посаді засвідчив офіційний документ (що став першим з історії Риму) щодо переходу імператорської влади від Августа до Тиберія.
Піднесення статусу свідчить про призначення у 16 році курульним еділом. У 18 році стає претором. У 19 році призначається відповідальним за канцелярію сенату (curator tabularum publicarum). У 20 році стає префектом з постачання зерна до Риму (praefectus frumenti dandi). У 22-31 роках в ранзі проконсула керував провінцією Кіпр. У 31 році призначаено імператорським легатом-пропретором до провінції Лузітанія. Тут він керував до 39 року.
По поверненню до Риму 39 року призначається консулом-суфектом (разом з Гнеєм Доміцієм Корбулоном). Можливо в цей час або трохи раніше увійшов до жрецької колегії квіндецемвірів священнодійств. По завершенні каденції у листопаді того ж року отримує призначення проконсула до провінції Іллірик (за іншими відомостями — Далмацією).
У 50/51 році призначається проконсулом провінції Сирія. 51 року допоміг Радамісту повалити царя Мітрідата й посісти трон Великої Вірменії. У 52 році рушив до Юдеї, де придушив місцеві заворушення між самаритянами та юдеями, наказавши страти трьох очільників самаритян, а прокуратора Юдеї Вентідія Кумана відсторонив від влади та відправив у вигнання. Ймовірно помер під час управління у 59 або 60 році. Похований у рідному місті.

## Родина
Дружина — Саллюстія
Діти:
- Уммідія Квадратілла